# Hot Eyes
Hot Eyes foi o nome internacional de um duo dinamarquês constituído por Kirsten Elisabeth Siggaard Andersen e Søren Bundgaard. Juntos, participaram duas vezes no Festival Eurovisão da Canção: em 1984, no Luxemburgo com o tema "Det' lige det" (É isso mesmo) que terminou em quarto lugar com 101 pontos; e em 1985 em Gotemburgo (Suécia) com "Sku' du spørg' fra no'en?" (Queres-me conhecer?) que terminou em décimo primeiro lugar, com 41 pontos. O duo voltou a representar a Dinamarca em 1988 com o tema "Ka´du se hva'jeg sa'?" (Não vês , de que é isso que eu te quero falar?) (terceiro lugar, 91 pontos) mas com os nomes verdadeiros, Kirsten Siggard & Søren Bundgaard. Dissolveram-se em 1991.